# فراتا بوليسيني
فراتا بوليسيني (بالإيطالية: Fratta Polesine)‏ هي بلدية في مقاطعة رفيغة في منطقة فنيتة الإيطالية. تقع على بعد 70 كيلومترًا (43 ميلًا) جنوب غرب البندقية و11 كيلومترًا (7 ميل) جنوب غربرفيغة.